# Étienne Bézout
Étienne Bézout, född 31 mars 1730 i Nemours, död 27 september 1783 i Fontainebleau, var en fransk matematiker.
Bézout har angivit metoder för att av n ekvationer med n obekanta bilda en ekvation med en obekant. Slutekvationernas grad blir därmed i allmänhet = produkten av de angivna ekvationernas grad.